# Komunistička partija Hrvatske (2013.)
Komunistička partija Hrvatske je politička stranka koja je aktivna u Republici Hrvatskoj. Registrirana je 18. listopada 2013. godine. Predsjednik partije je Radoslav Ilić Mrki.
Osnivanje KPH najavljeno je još 4. svibnja 2013., a Osnivački kongres održan je u Kumrovcu na proslavi Dana mladosti, 25. svibnja iste godine.
Sjedište partije je u Umagu, a njen osnivač i predsjednik je Radoslav Ilić Mrki.

## Komunistička partija Hrvatske (2005.)
Prvi pokušaj osnivanja KPH bio je 29. studenog 2005. godine u Vukovaru, kao čin stvaranja stranke bila je povjesna spojnica; održavanje Drugog kongresa KPJ u istom gradu 1920. godine. Tada je za predsjednika bio izabran Dragan Batak, ali stranka nije zaživjela jer nije uspjela prikupiti najmanje stotinu osnivača, što je jedan od uvjeta za osnutak i registraciju političke stranke u Republici Hrvatskoj.